# Quevri

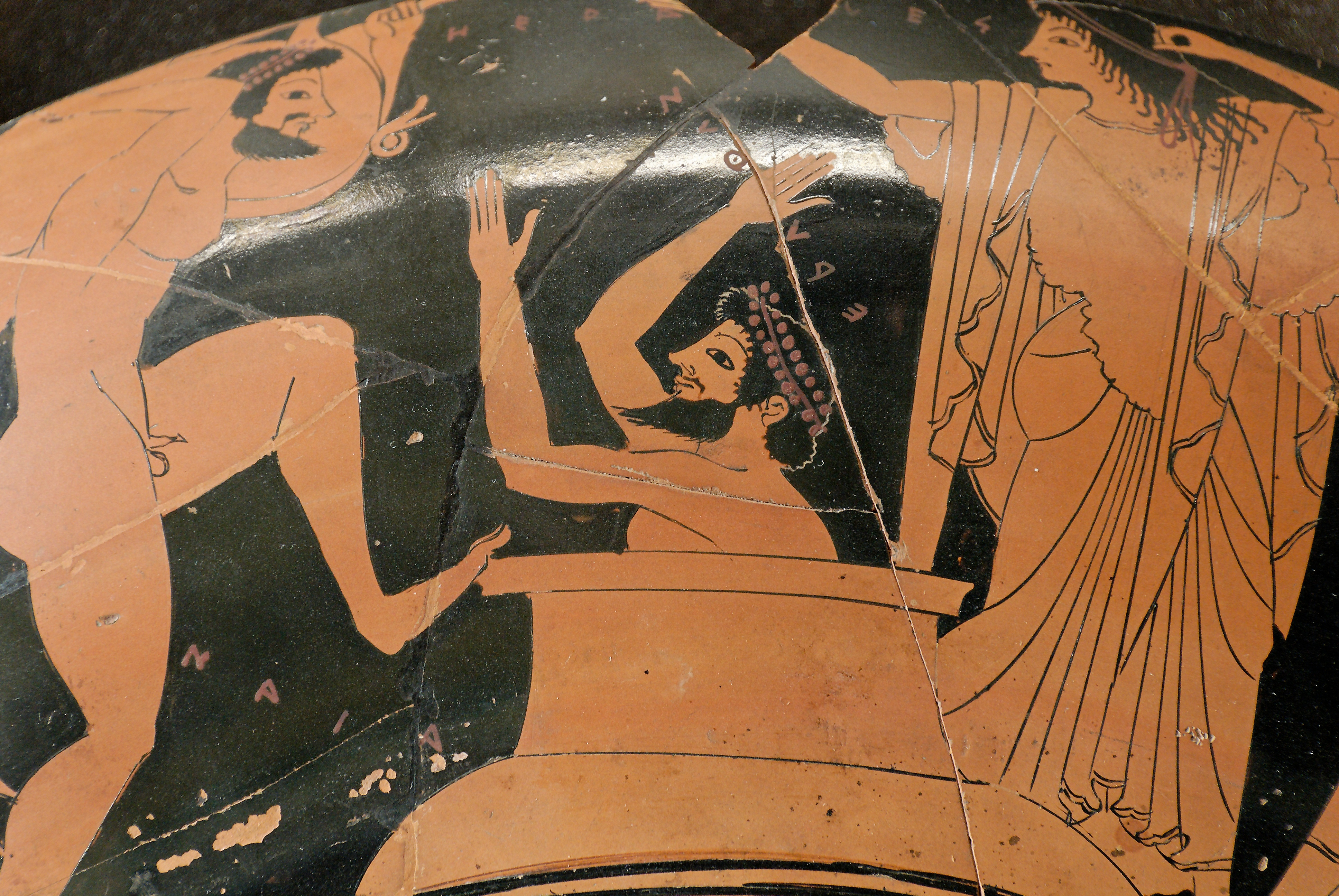
Eurystheus versteckte sich nach der Herakles-Geschichte in einem Tonkrug

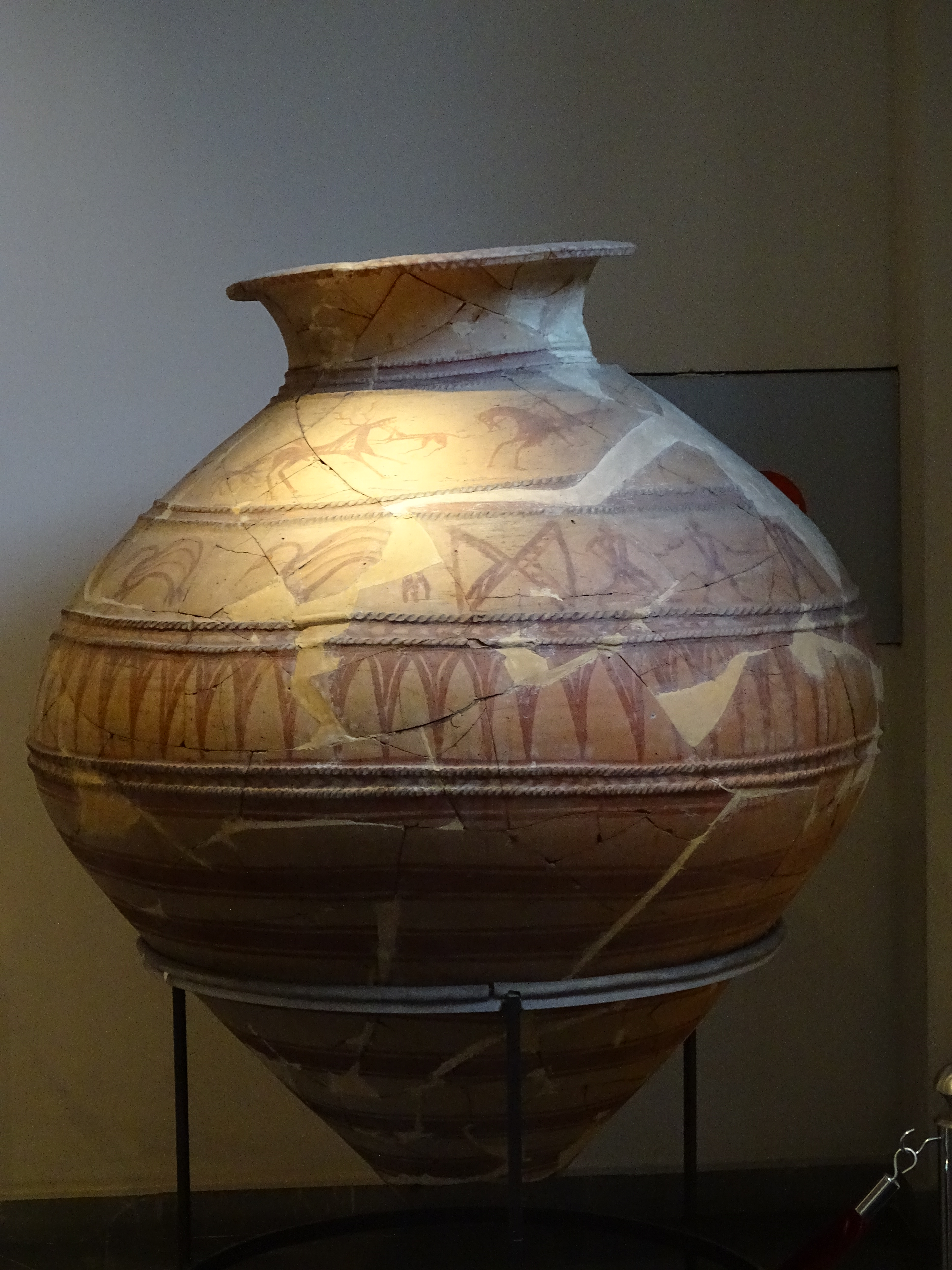
Eine antike verzierte Qvevri zur oberirdischen Aufstellung in einem Gebäude, Georgisches Nationalmuseum, Tiflis

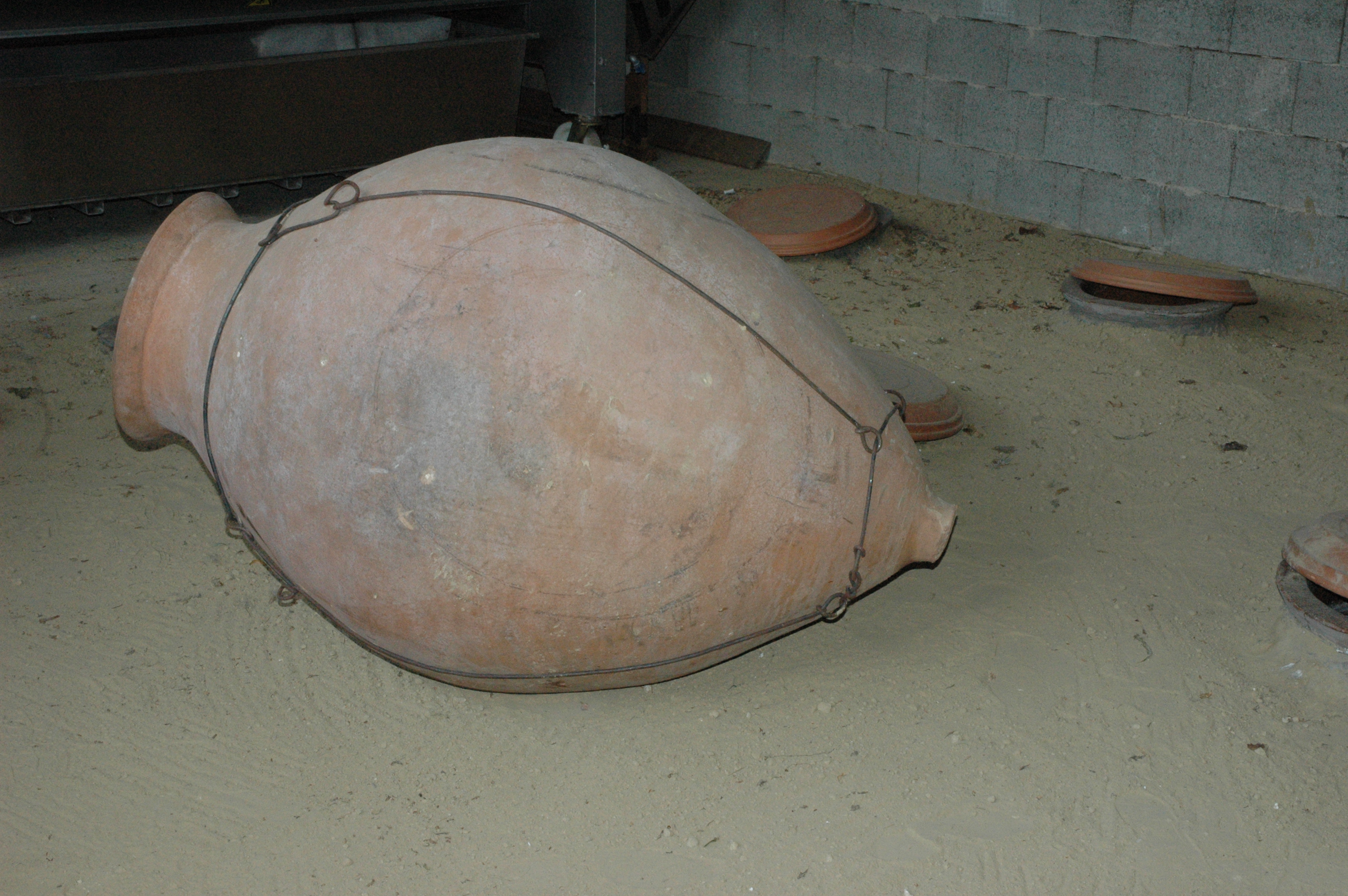
Im Vordergrund eine leere und im Hintergrund mehrere im Boden eingegrabene Quevris

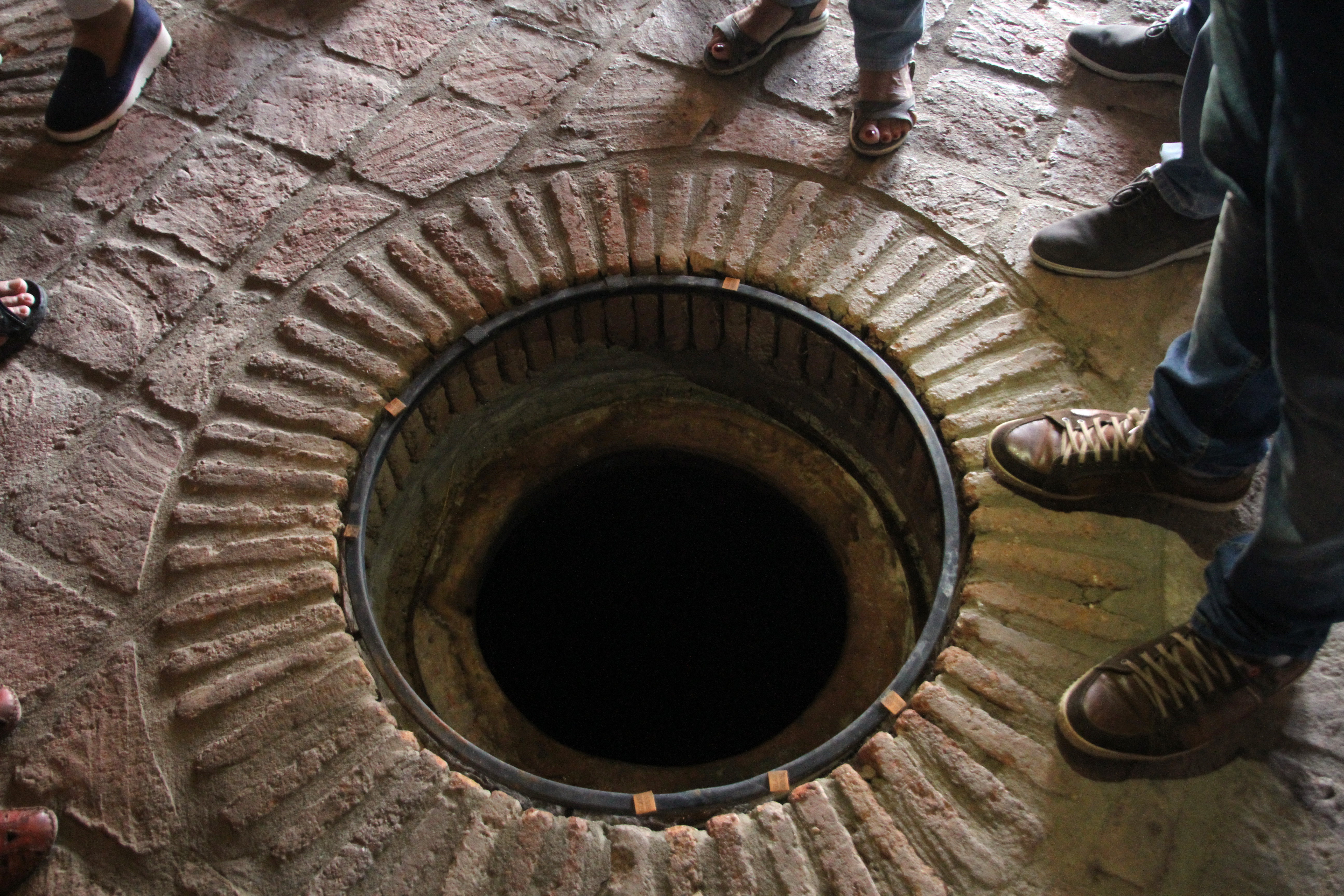
Öffnung eines Quevri in einer großen Kellerei

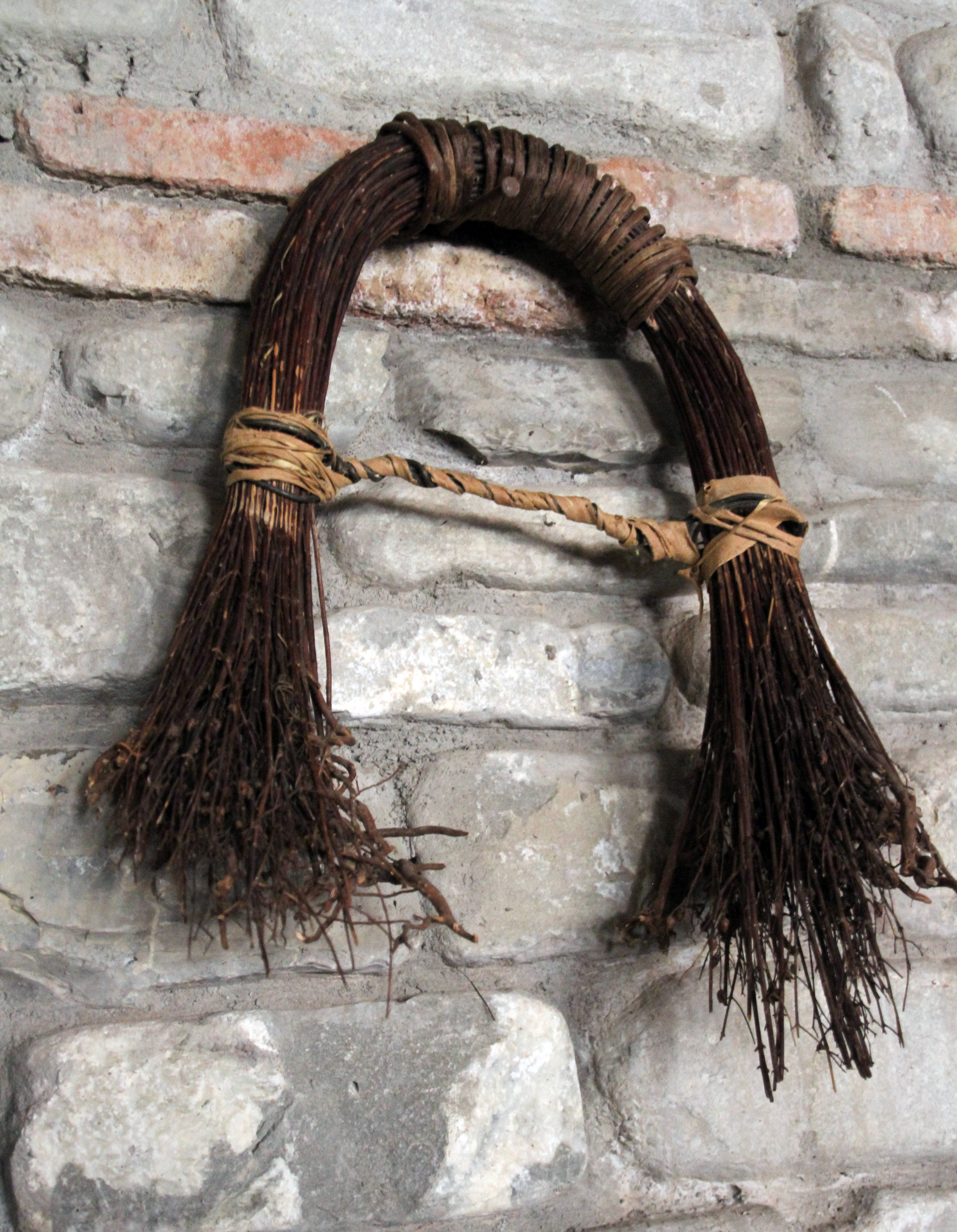
Traditioneller Reisigbesen zum Reinigen der Quevri

Die Quevri, auch Kwewri, (von georgisch ქვევრი = „Amphore“) ist ein Tongefäß zum traditionellen Ausbau für die trockenen Weine Georgiens. Der Begriff Amphore ist auf eine Quevri im Grunde nicht zutreffend, da die beiden typischen Henkel fehlen, außerdem wird sie nicht für den Transport, sondern ausschließlich für die Lagerung verwendet. Es handelt sich bei der Produktion von Wein in der Quevri historisch betrachtet um die weltweit älteste Form der Weinherstellung. Diese Form der Weinproduktion war früher weit verbreitet und vom römischen Äquivalent unter dem Namen Dolium gibt es viele archäologische Funde. Quevris gibt es in unterschiedlichen Größen, beginnend ab ca. 10 Liter für den Hausgebrauch, bis hin zu über 4000 Liter. Die großen Weinbaubetriebe verwenden meistens Quevris bis circa 2000 Liter Inhalt.
Der georgische traditionelle Weinausbau in den Quevri wurde 2013 in die UNESCO-Liste des immateriellen Kulturerbes der Menschheit aufgenommen. Außerhalb Georgiens findet dieses Verfahren heute wieder bei einigen meist biologisch-dynamisch wirtschaftenden Betrieben Verwendung. 

## Quevriproduktion
Bis heute ist die Verfügbarkeit geeigneter Quevris ein wichtiger Faktor bei der Herstellung von Amphorenwein. In Georgien gibt es nur wenige Personen, die Quevris herstellen. Hintergrund ist die Geschichte Georgiens zu Zeiten der Sowjetunion. Die Weinproduktion wurde damals einseitig auf eine Massenproduktion in Stahltanks ausgerichtet und der spezifischen Pflege der georgischen Weinkultur wurde kaum Aufmerksamkeit geschenkt. Dadurch ist das Handwerk des Quevri-Töpfers nahezu ausgestorben. Einzelne Initiativen bemühen sich darum, junge Menschen unabhängig von der Herkunft für dieses Handwerk zu begeistern. Die noch existierenden Quevri-Töpfer sind bereit, ihr Wissen an junge Menschen weiterzugeben, damit mit den alten Männern nicht auch das gesamte Wissen dieses traditionellen Handwerks stirbt. Die Quevris werden in einem mehrtägigen Prozess von Hand aus Ton gefertigt, anschließend gebrannt und danach zur Abdichtung innen mit Bienenwachs imprägniert.

## Weinproduktion in Quevris
Die georgische Region Kachetien gilt als Schwerpunkt der georgischen Weinindustrie. Kachetische Weine werden sowohl im europäischen Stil in Stahltanks und Eichenfässern als auch im überlieferten kachetischen Stil in Quevris produziert. Nach dem Stand archäologischer Funde dürfte es sich beim Ausbau im kachetischen Stil um die älteste Ausbauform der Welt handeln. Das überlieferte Ausbauverfahren wird seit der Antike in Georgien angewandt.
Quevris werden im Boden vergraben und mit zerquetschten Trauben zusammen mit den Schalen, Kernen und Stängeln gefüllt und verschlossen. Das Produkt lagert monatelang unter konstanten Temperaturen und weitgehendem Sauerstoffabschluss und durchläuft eine Maischegärung. Die Abdichtung gegen eine Sauerstoffzufuhr von oben wird traditionell durch Holzasche und Birkenteer erreicht. Zusätzlich kann darüber noch eine Schicht Sand aufgebracht werden, die zur Kühlung feucht gehalten wird. Das Vergraben in der Erde ist eine einfache Methode, um den Wein unter annähernd konstanten Temperaturen zu vergären. Da eine Quevri in der Erde vergraben wird, dringt durch die Poren der Amphore kaum Sauerstoff in den Wein ein, es findet lediglich eine Mikrooxidation statt, die für die Reifung des Weines positiv ist. Die Maischegärung und wenig Sauerstoff wirken sich erheblich auf den Geschmack aus. Auf diese Weise werden zusätzliche Tannine und Polyphenole an den Wein abgegeben, der dadurch sehr lang und körperreich wird. Dies erfordert sehr viel Erfahrung, da die Inhaltsstoffe der festen Bestandteile bei ungenügender Reife einen ungünstigen Geschmack hervorrufen würden.
Der Platz, an denen die Quevris vergraben werden, heißt auf Georgisch Marani (მარანი). Er kann im Freien oder in einem Gebäude liegen. Die Lage, Bodenfeuchtigkeit und die Tiefe des Marani beeinflussen sowohl die Gärtemperatur, als auch die Reifung des Weines. Zu Zeiten der Sowjetunion wurde diese sehr aufwändige Ausbaumethode nur noch für den Wein zum Eigenverbrauch oder den Schwarzmarkt angewendet. Heute gibt es wieder einige Unternehmen, die ihren Wein in diesem alten, traditionsreichen Verfahren produzieren und auch exportieren. Der Wein im kachetischen Stil zeichnet sich neben geschmacklichen Besonderheiten, die sehr stark vom europäischen Wein abweichen, auch durch einen höheren Gehalt an Polyphenolen aus.
Maischevergorene Weißweine haben einen erkennbaren Orangeton und sind leicht trüb und sind auch als Oranger Wein bekannt. Maischevergorene Rotweine sind ebenso leicht trüb. Die Maischereste werden nach dem Abpressen meistens noch ein zweites Mal verwertet für die Produktion von Tschatscha, einem Tresterbrand.
→ siehe auch: Traditionelle Weinbereitung in Georgien

## Begriffsabgrenzungen, Biowein
Die Begriffe „Quevri-Wein“ (allgemein), „Amphorenwein“, „Quevri-Wein im kachetischen Stil“ werden häufig im gleichen Kontext verwendet. Diese Weine unterscheiden sich derzeit je nach Rebsorte, Philosophie und geografischer Lage der Hersteller untereinander erheblich und sind für den Konsumenten, der in der europäischen Weinkultur zu Hause ist, sehr gewöhnungsbedürftig. 
Es gibt in der EU keine Regelung für diese Weinkategorie. Er kann nicht als Qualitätswein auf den Markt gebracht werden, sondern nur als Wein (früher Tafelwein). Als „Bio-“ oder „Ökowein“ kann Quevri-Wein (oder die vorher angeführten Begriffe) nur dann bezeichnet werden, wenn dieser in einem angemeldeten (ökologischer Anbauverband) und kontrollierten „organisch-biologischen“ oder „biologisch-dynamischen“ Weinbaubetrieb hergestellt wurde. Da es sich beim „Quevri-Wein“ um eine besonders alte Ausbaumethode handelt, wird diese Methode bei einigen Herstellern von „biodynamischen Weinen“ verwendet.